# Agastache cusickii
Agastache cusickii (лат.) — многолетнее травянистое растение, рода Многоколосник (Agastache) из семейства Яснотковые (Euphorbiaceae). Произрастает на северо-западе США.

## Описание
Agastache cusickii — многолетнее травянистое растение 10-20 см высотой с деревянистым стержневым корнем и стеблекорнем. Некоторые стебли распространяются горизонтально под землёй. Листья покрыты тонкими волосками. Плод — орешек. Колосовидное соцветие. Цветки с пурпурными кончиками чашелистиков и белыми венчиками, каждый длиной около 1 см с выступающими тычинками. Цветёт с июня по август.

## Ареал и местообитание
Он произрастает на северо-западе США от восточного Орегона и центральной Невады до Айдахо и Монтаны. Растёт в полынных и альпийских экосистемах. Встречается в сухих каменистых горных местах, таких как склоны осыпей. В Неваде произрастает в лесах из сосны мягкой и пиньоново-можжевеловых лесах. На горе Стинс в Орегоне растёт среди западного можжевельника (Juniperus occidentalis), горного красного дерева курчавого (Cercocarpus ledifolius) и осины дрожащей (Populus tremuloides). В горах Тендой в Монтане он ассоциируется с большой полынью (Artemisia tridentata) и индийской рисовой травой (Oryzopsis hymenoides) на известняковых осыпях.